# Neolasioptera brevis
Neolasioptera brevis är en tvåvingeart som beskrevs av Gagne 1984. Neolasioptera brevis ingår i släktet Neolasioptera och familjen gallmyggor. Inga underarter finns listade i Catalogue of Life.